# 板屋船
板屋船（韓語：판옥선），是約在朝鮮之役開始出現的大型戰艦。
板屋船體積龐大，約可乘載百人以上的軍隊。雖然其航行速度並不快，但是戰鬥時僅需數十人的水手便能靈活操作，為其優點。當時的朝鮮水軍常以板屋船為主力戰艦，搭配劍船、猛船等較小型的快船作為護衛，構成水軍艦隊。